# 美式咖啡

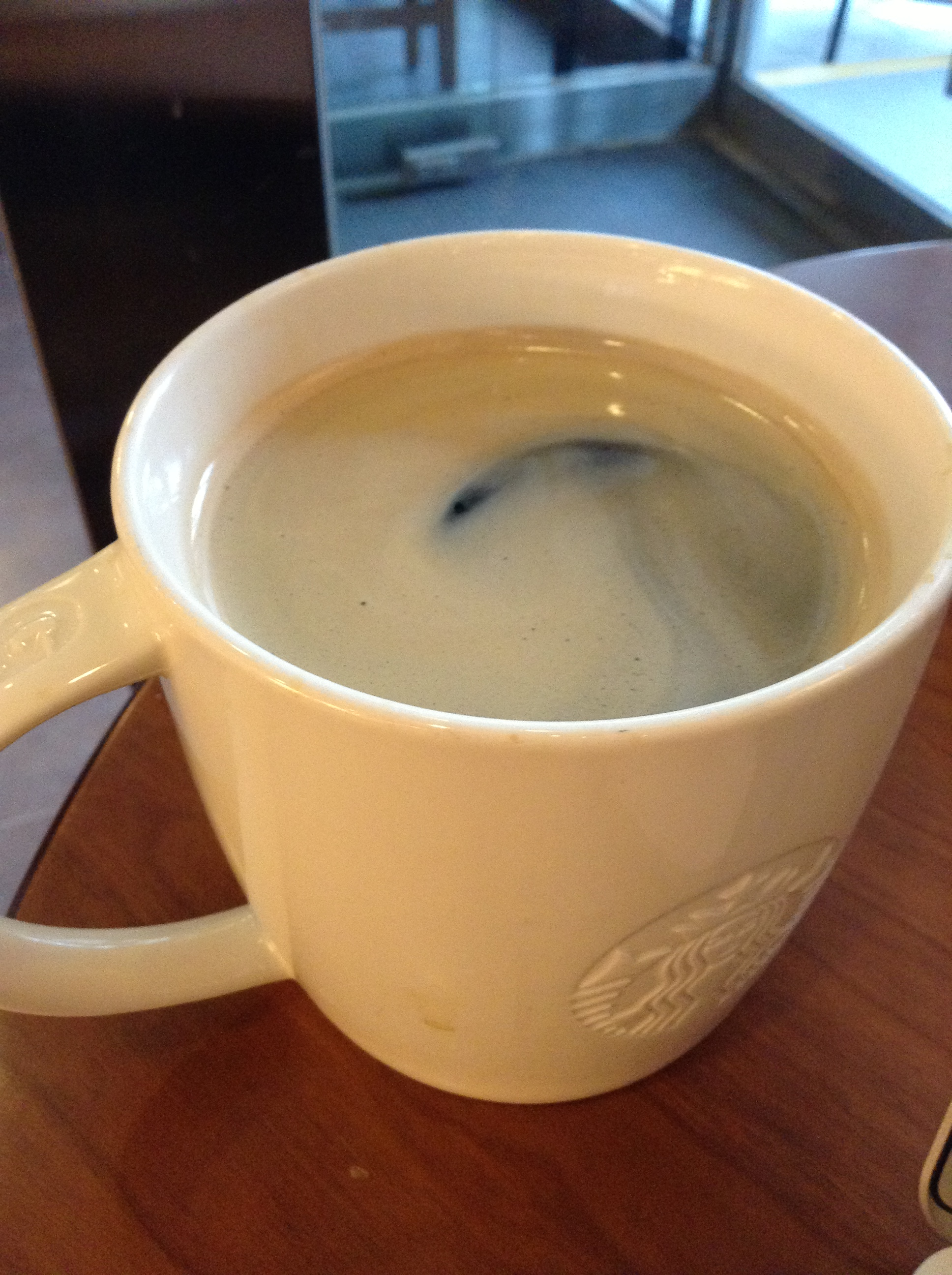
一杯美式咖啡

美式濃縮咖啡（義大利語：Caffè Americano）是一种咖啡做法。一般由意式濃縮咖啡加入热水制作而成。或者是用意式咖啡机制作，在萃取完了特濃咖啡后，继续让机器供水直到一杯完整的咖啡。

## 概说
美式濃縮咖啡源自於第二次世界大战欧洲战场的美軍将热水混進欧洲常见的小份浓缩咖啡的习惯。因为一般說來，美国人对咖啡的製作較為随意且简单，这种方法便很快地随着美国连锁店在世界上的普及而流行開來。
一般情况下，一杯美式濃縮咖啡由两份意式浓缩咖啡加30到470毫升的热水混和而成。對西歐人而言，因为热水加入的分量很大，美式咖啡无论外观还是口感都会显得很淡。此外，咖啡的香气也会因此受到些许破坏，并不能如传统的意式咖啡般维持长久。
黑咖啡並不等於美式濃縮咖啡，美式濃縮咖啡是一種喝法。無論是法式濾壓壺或是手沖壺沖煮出的咖啡，都可泛稱為黑咖啡。在義大利，美式濃縮咖啡通常就是Espresso旁邊放上一杯熱水任你添加，濃縮咖啡與水的比例視個人口味而定、大約為1:12。美式濃縮咖啡喝起來口味偏淡，沒有意式濃縮咖啡強勁的口感，當然也更容易讓不喝咖啡的人接受。
尽管加入了热水稀释，一杯美式濃縮咖啡的咖啡因含量仍取決於作为基底的浓缩咖啡。不过，因為用熱水取代意式咖啡的牛奶，所以热量非常低。
在澳大利亞和紐西蘭，製作混合咖啡的過程中，會先放入热水再倒入浓缩咖啡，稱為「長黑咖啡」（long black）。

## 冷知识
- 美式濃縮咖啡必須用热水製。因此很难找到美式濃縮咖啡制作的冰咖啡。但是可以在做好的咖啡中加冰塊成为冰咖啡。
- 部份欧洲人并不喜欢香味受到破坏的美式濃縮咖啡。法国人会将美式濃縮咖啡称为，意思是袜子汁。[註 1]